# Tour Orbit
 (août 2012).
Si vous disposez d'ouvrages ou d'articles de référence ou si vous connaissez des sites web de qualité traitant du thème abordé ici, merci de compléter l'article en donnant les références utiles à sa vérifiabilité et en les liant à la section « Notes et références ».
La tour Orbit, officiellement dénommée l'ArcelorMittal Orbit, est une tour métallique londonienne qui est l'emblème des Jeux olympiques d'été de 2012. Elle a une hauteur de 115 mètres et a été conçue par deux britanniques, le sculpteur d’origine indienne Anish Kapoor et l'ingénieur d'origine sri-lankaise Cecil Balmond.
Cette sculpture en acier est le plus grand projet d'art public de Grande-Bretagne, et est destinée à rester comme un legs permanent de l'organisation à Londres des Jeux olympiques d'été de 2012, participant à la réhabilitation post-olympique de la zone de Stratford. Située entre le stade olympique et le centre aquatique, elle permet aux visiteurs de voir tout le parc olympique depuis deux plates-formes d'observation.

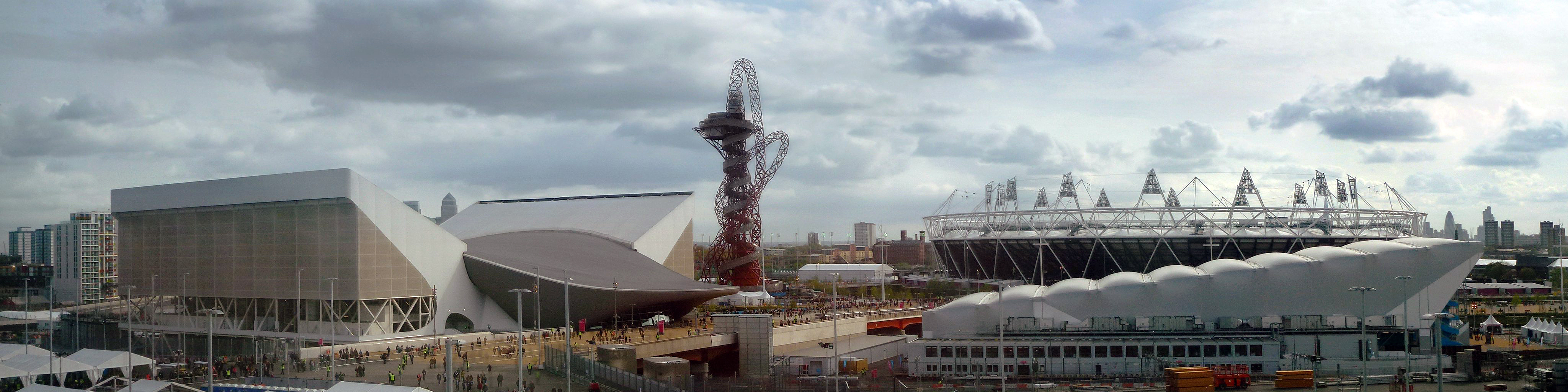
Aquatics Centre (à gauche), ArcelorMittal Orbit (centre), le stade olympique (arrière-plan, droite) et Water Polo Arena (premier plan, droite) au Parc olympique de Londres vu depuis le Westfield Stratford City en mai 2012.

Annoncée le 31 mars 2010, la tour devait être terminée en décembre 2011, mais comme de nombreux projets du Parc olympique, cette date a été repoussée. Le projet est né après que le maire de Londres Boris Johnson et que le Secrétaire d'État aux Jeux olympiques Tessa Jowell ont décidé en 2008 que le parc olympique nécessitait « quelque chose de plus »[réf. nécessaire]. Les designers avaient été consultés pour une « tour olympique » d'au moins 100 mètres (330 ft), et l'Orbit a été le choix unanime parmi diverses propositions examinées par un panel consultatif de neuf personnes.
Le projet a coûté 19,1 millions de livres sterling, avec 16 millions provenant de l'homme le plus riche de Grande-Bretagne, le président de l'entreprise sidérurgique ArcelorMittal, Lakshmi Mittal. Les 3,1 millions restants provenaient de la London Development Agency (en). Le nom officiel de la sculpture, « ArcelorMittal Orbit », associe le nom de l'entreprise ArcelorMittal, en tant que sponsor principal, et Orbit, le nom original de l'œuvre des designers Kapoor et Balmond.
Les deux designers Kapoor et Balmond pensent que l'Orbit représente une avancée radicale dans le domaine architectural combinant sculpture et génie des structures. Elle combine à la fois stabilité et instabilité dans une structure dans laquelle les visiteurs peuvent s'engager via un passage en spirale. La structure a été à la fois louée et critiquée pour son design audacieux. Elle a également été critiquée comme un projet vaniteux, pour son usage douteux dans la durée ou son mérite en tant que projet d'art public.